# Orzeł plamisty
Orzeł plamisty (Aquila spilogaster) – gatunek dużego ptaka z rodziny jastrzębiowatych (Accipitridae). Występuje w Afryce Subsaharyjskiej. Nie jest zagrożony wyginięciem.

## Zasięg występowania
Zasięg występowania rozciąga się od Senegambii po Erytreę, Etiopię, Somalię i dalej na południe po Namibię, Botswanę i północno-wschodnią Południową Afrykę.

## Taksonomia
Gatunek po raz pierwszy naukowo opisał w 1850 roku francuski ornitolog Karol Lucjan Bonaparte, nadając mu nazwę Spizaëtus spilogaster. Jako miejsce typowe odłowu holotypu wskazał Abisynię (obecnie Etiopia). Nie wyróżnia się podgatunków.

### Etymologia
Nazwa rodzajowa: zob. Aquila. Epitet gatunkowy: gr. σπιλος spilos „cętka”; γαστηρ gastēr, γαστρος gastros „brzuch”.

## Morfologia

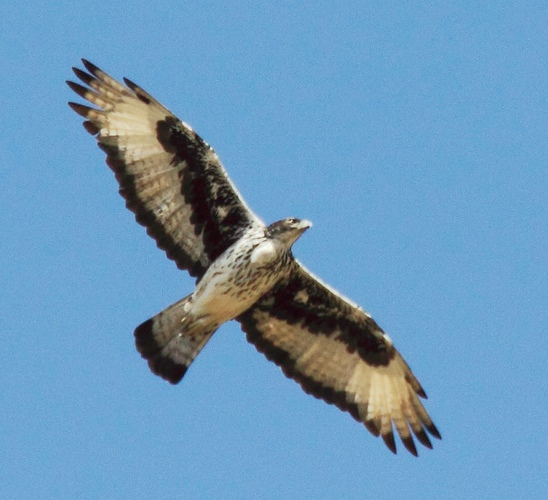
Dorosły ptak w locie

Długość ciała wynosi 55–62 cm; masa ciała samca 1150–1400 g, samicy 1400–1750 g; rozpiętość skrzydeł 132–150 cm.

## Ekologia
Środowiskiem życia orłów plamistych są m.in. otwarte lasy, sawanna, zadrzewione wzgórza, lasy nad brzegami rzek, kolczasty busz. Żywią się głównie dużymi ptakami, jak np. frankoliny, perlice, dzioborożce, do tego jedzą ptaki i ssaki, np. zające, góralkowate, dikdiki.
Buduje duże gniazdo patyków umieszczane na drzewie, często w obszarach nadrzecznych lub na zboczach wzgórz, niekiedy na klifie. W zniesieniu zwykle dwa jaja, czasami tylko jedno.

## Status
Międzynarodowa Unia Ochrony Przyrody (IUCN) uznaje orła plamistego za gatunek najmniejszej troski (LC – least concern) nieprzerwanie od 1988 roku. Trend liczebności populacji uznaje się za spadkowy.